# 本森章克申 (亞利桑那州)
本森章克申（英語：Benson Junction）是位於美國亞利桑那州科奇斯縣的一個非建制地區。該地的面積和人口皆未知。

## 地理
本森章克申的座標為31°44′21″N 110°11′53″W / 31.73917°N 110.19806°W，而該地的平均海拔高度為1177米（即3862英尺）。